# Trogia inaequalis
Trogia inaequalis är en svampart som först beskrevs av Berk. & Broome, och fick sitt nu gällande namn av Corner 1966. Trogia inaequalis ingår i släktet Trogia och familjen Marasmiaceae.   Inga underarter finns listade i Catalogue of Life.